# Germanie inférieure

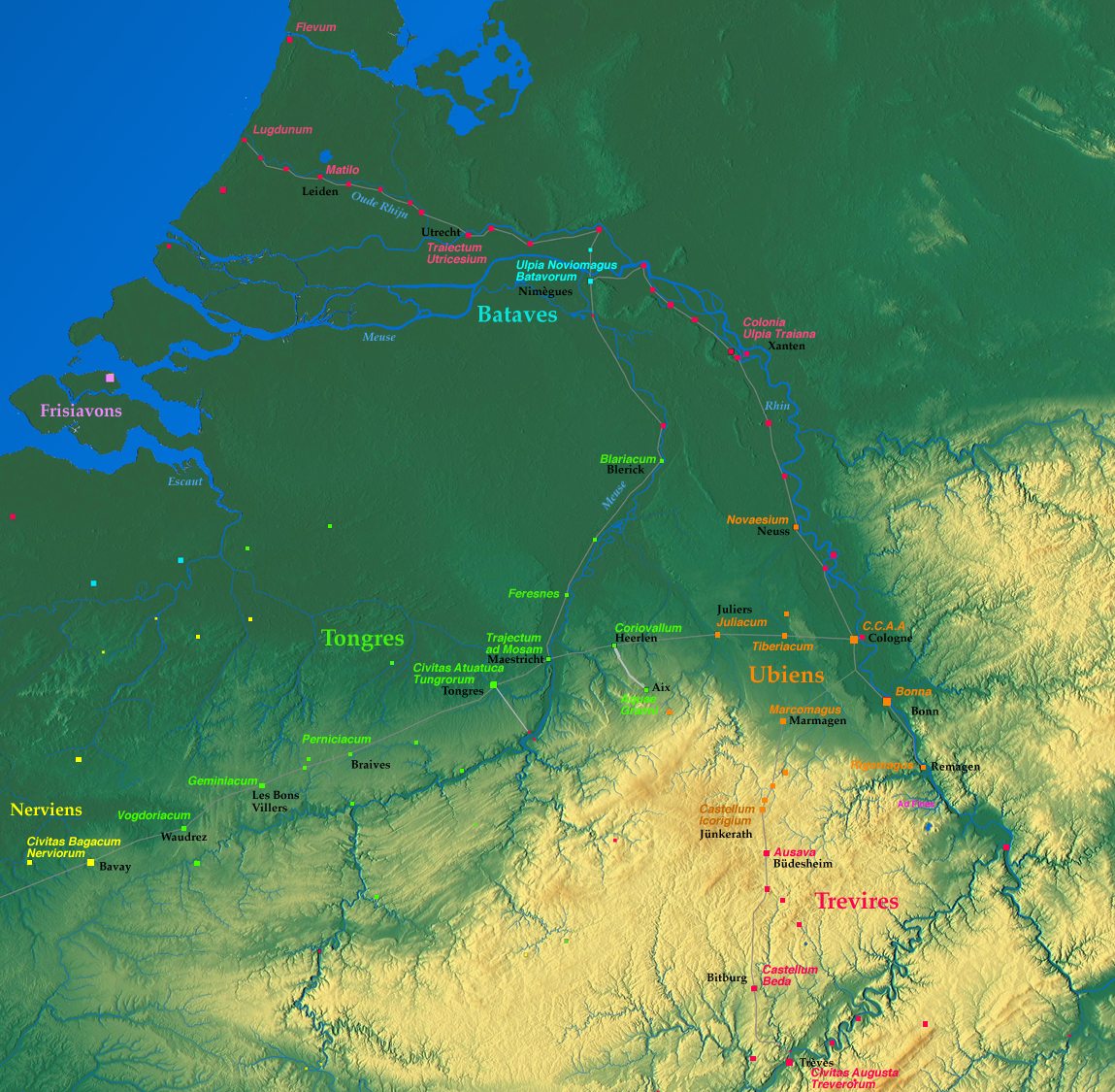
Topographie de la Germanie inférieure, chaussées romaines, limes et situation des Tongres, Ubiens, Bataves, Trévires, Nerviens et Frisaviones.

La Germanie inférieure, en latin Germania inferior, est une province romaine créée vers 90 par l'empereur Domitien sur la rive gauche du Rhin, avec pour capitale Cologne (Colonia Claudia Ara Agrippinensium), chef-lieu de la cité des Ubiens. 
Son territoire est aujourd'hui réparti entre les Pays-Bas, la Belgique, le Luxembourg, la France (Ardennes) et l'Allemagne.
Cette province, ainsi que celle de Germanie supérieure, est issue d'un démembrement de la province de Gaule belgique, elle-même issue de la conquête de la Gaule par Jules César (58-52). Cette décision de l'empereur Domitien marque la volonté de mieux défendre la frontière (limes) du Rhin face aux peuples germains de la rive droite que les Romains ont renoncé pour l'essentiel à soumettre, à la suite notamment de la défaite subie en l'an 9 par le proconsul Varus, face au prince chérusque pourtant romanisé Arminius.

## Dénominations
Une autre dénomination française de la "Germanie inférieure" est "Basse-Germanie", sans équivalent latin. 
La Germanie inférieure a été créée après la Germanie supérieure (83), qui incluait les régions actuelles d'Alsace, de Franche-Comté et la Suisse. 
On trouve aussi "Germanie seconde", qui correspond à une appellation romaine officielle (Germania Secunda), en liaison avec une Germanie première (Germania prima).

## Limites

### Limites est
On trouve à l'est le limes rhénan, qui sépare l'Empire de la Germanie non soumise (défaite de Teutobourg en 9 de notre ère).
De la mer du Nord, sur 340 km environ, au départ de Katwijk près de Leyde, la limite est de la Germanie inférieure suit les méandres du Vieux Rhin à l'époque beaucoup plus large et, à partir de Nimègue, le Rhin lui-même en passant par Neuss, Cologne et Bonn jusqu'à la vallée encaissée de Remagen — au-delà de Bingen, où se termine le Taunus, et où le Rhin entre dans un vaste plateau schisteux et s’y creuse un lit profond — et enfin la ville de Bad Breisig.
Le long du limes bataves, un castellum était construit tous les 6,5 km. Associés aux camps romains, un grand nombre de vicus vont se développer.

### Limites sud
Ce sont les limitres avec la Germanie supérieure
Un peu plus bas la limite sud de la Germanie inférieure coule la Vinxtbach, une toute petite rivière de 19 km qui se jette dans le Rhin entre Rigomagus — aujourd'hui Remagen — et Confluentes — maintenant Coblence — et fait office de frontière.
Juste au sud de la petite ville de Bad Breisig, dans un petit vicus appelé Ad fines, on a retrouvé une pierre votive d'une divinité dédiée aux frontières. Elle est aujourd'hui au musée national de Bonn. L'ancien nom de cette petite rivière semble avoir été Obrincas
On ne sait pourquoi cette petite rivière quasi insignifiante dans sa vallée fort accidentée fait office de frontière. Un peu plus haut, la vallée de l'Ahr — défendue par l'oppidum de Remagen (Rigomagus) —, très longue et perpendiculaire au Rhin, aurait pu être plus précise. Il est possible que les Trévires aient montré aux Romains que c'était là leur frontière nord. Cette rivière marque toujours la limite des archevêchés de Coblence et de Cologne. Aujourd'hui encore c'est la limite sud du kölsch — le dialecte parlé dans la région située entre Cologne et Venlo — avec le dialecte de Coblence que l'on retrouve dans toute la Moselle et jusqu'à Trèves.

### Limites ouest
C'est la Gaule belgique qui va faire la frontière à l'ouest au départ de l'estuaire de l'Escaut, longeant la Lesse. Les limites intérieures sont les limites des civitas des Tongres et des Nerviens soit entre Bavay et Binche et plus bas dans l'Eifel entre les Ubiens et les Trévires le long de la chaussée romaine de Trèves à Cologne, entre Ausava maintenant Büdesheim qui relevait de la civitas Augusta Treverorum Trèves, et Icorigium aujourd'hui Jünkerath qui relevait de la civitas des Ubiens, Colonia Claudia Ara Agrippinensium, aujourd'hui Cologne. Ce n'est qu'à la fin du IVe siècle que le premier document donne des indications un peu plus précises quant aux contours des civitates.

### Limites nord
La mer du Nord a une importance stratégique pour les Romains. Leurs bateaux vont transporter les troupes et le ravitaillement en remontant le Rhin jusqu'à la capitale. Deux ports vont être aménagés aux embouchures du Vieux Rhin — l'ancien cours du Rhin aujourd'hui une rivière — et de la Meuse, reliées par un canal. Un de ces castellum, Lugdunum Batavorum appelé Brittenburg, existait encore au XVIe siècle. Il est décrit par Abraham Ortelius en 1581 et par Francesco Guicciardini vers 1600, les derniers vestiges auraient été emportés en 1954 par une tempête.

## Géographie

### Hydrographie et relief
Schématiquement, la Germanie inférieure couvre la rive gauche de la vallée du Rhin et les vallées de la Meuse et de l'Escaut.
Ce sont des régions de plaines, voire de marécages (futurs polders) quand on s'approche de la mer du Nord, mais le sud de la province inclut des parties collinaires. 

## Population autochtone et villes romaines

### Peuples de la province
- Les Frisiavons, petit peuple proche des Frisons dans l'estuaire de l'Escaut autour de Colijnsplaat à l'embouchure de l'Escaut.
- Les Bataves dans les estuaires de la Meuse et du Rhin autour de Nimègue et Elst.
- Les Cugernes, petit peuple entre les Bataves et les Ubiens face à Xanten.
- Les Cananefates dans l'estuaire du Rhin autour de Voorburg.
- Les Ubiens originaire de la rive droite du Rhin, seront installés par les Romains entre la Meuse et le Rhin, autour de Neuss Cologne et Bonn limité par la Vinxtbach au sud, limite de la Germanie inférieure, à l'ouest jusqu'à la Ruhr et Juliers et au nord jusqu'à Krefeld.
  - Novæsium et Bonna — aujourd'hui Neuss et Bonn — semblent être leurs premières colonies[5]. L'oppidum Ubiorum est construit peu après et deviendra Colonia Claudia Ara Agrippinensium, — actuellement Cologne — vers l'an 50.
- Les Tungri vont remplacer les Éburons — exterminés par Jules César — dans la vallée de la Meuse de Venlo à Namur et autour de la ville d'Atuatuca Tungrorum maintenant Tongres et à l'est, au-delà d'Aix-la-Chapelle jusqu'à la Rur et Juliers.

### Peuples d'au-delà duRhin
- Les Sicambres sont implantés sur la rive droite du Rhin, entre la Ruhr et la Sieg, mais par la suite Tibère en fait déporter en Gaule du Nord.
- Les Bructères sont implantés entre l'Ems et la Lippe.
- Les Chattes sont implantés dans la haute vallée du Weser.
- À l'arrière, les Chérusques sont établis entre le moyen Weser et le cours moyen du Main.
- Les Chamaves sont établis entre la Lippe et l'Yssel.

### Peuples de Gaule belgique
- Les Nerviens
- Les Ménapiens

### Villes romaines

#### Colonies de droit romain (coloniae)
- Cologne, Colonia Claudia Ara Agrippinensium (notée dans les inscriptions CCAA)
- Xanten, Colonia Ulpia Traiana (CUT)
- Bonn, Colonia Julia Bonna

#### Municipes
- Tongres, Atuatuca Tungrorum
- Nimègue, Ulpia Noviomagus Batavorum
- Voorburg, Forum Hadriani ou Municipium Ælium Cananefatium

## Histoire

### Conquête par César dans le cadre de la guerre des Gaules
Pour César et les Romains, la Gaule (au nord de la Narbonnaise conquise dès -120) va des Pyrénées au Rhin et se divise en trois régions : l'Aquitaine (au sud de la Garonne), la Celtique (entre la Garonne et la Seine) et la Belgique (entre la Seine et le Rhin). Tous les habitants sont dits Gaulois (Galli), même si les Romains savent que certains peuples ne sont pas des Celtes : notamment les Belges sont pour une part des Germains (ou des Germains celtisés).
Les premiers affrontements entre l'armée romaine et les Germains ont lieu au cours de la guerre des Gaules, menée par Jules César, proconsul de Gaule cisalpine et de Gaule narbonnaise, de 58 à 51.
César attaque dans la région rhénane en -57 et, durant trois ans, tente de soumettre les peuples belges, notamment les Éburons et les Ménapiens, réfugiés dans les zones marécageuses.
À la fin de la guerre des Gaules, après Alésia et Uxellodunum, César considère que la rive gauche du Rhin est soumise à Rome, comme le reste de la Gaule. Elle fait d'abord partie de la province de Gaule, qui n'inclut pas la province de Narbonnaise, dont le chef-lieu est à partir de -43 Lyon, créée comme colonie de droit romain pour les vétérans de César (mort en -44).

### Le règne d'Auguste jusqu'en l'an 9
En -27, Auguste divise les territoires de la Gaule conquise par César en trois provinces : la Gaule aquitaine (Saintes, puis Bordeaux), la Gaule lyonnaise (Lyon) et la Gaule belgique (Reims). Les territoires situés à l'ouest du Rhin sont inclus dans la Belgique.
En -17, le gouverneur de Belgique, Marcus Lollius, est battu par les Sicambres, une tribu de la rive droite du Rhin. La Ve légion Alaudæ perd son aigle en raison de cette défaite humiliante. L'empereur Auguste envoie alors Nero Claudius Drusus (futur Germanicus) et Tibère, ses fils adoptifs, au-delà du Rhin. Ils semblent obtenir la soumission des Germains qu'ils rencontrent.

#### Réorganisation de la rive gauche du Rhin en zone militaire
Dans les années -16 à -13, la rive gauche du Rhin devient une zone militaire où viennent stationner deux légions (légions XVII et XVIII) auparavant dans des villes de Gaule belgique.
On crée deux groupes d'armée : l'armée du Rhin moyen (I Germanica, V Alaudæ et XIX), et l'armée du Rhin inférieur. Bien que les commandants de légion soient sous le commandement du gouverneur de Belgique, ils ont en fait une grande autonomie, à une époque où les communications sont lentes.
Dans le nord de la Germanie inférieure, un camp légionnaire est construit près de Nimègue (Noviomagus), capitale des Bataves, et un autre à Xanten. Ces places, sur les rives du Waal, sont facilement accessibles pour le ravitaillement. 
Ces deux camps sont conçus comme points de départ pour la conquête de la Germanie au-delà du Rhin. Drusus ordonne également la construction de canaux et d'un barrage, qui accélère le transport des armées pour le nord et l'est. 
À Cologne, la cité des Ubiens construit un grand sanctuaire dédié à Mars, dieu de la guerre, pour la protection des armées durant les campagnes à venir. Dans ce temple, l'épée de Jules César est conservée comme une relique.

#### Campagnes de Drusus au-delà du Rhin (-12)
En -12, les Romains sont prêts à partir en guerre. Mais les Sicambres, se sachant en difficulté, décident d'attaquer et Drusus est défait à deux reprises dans leur région. De retour au Rhin, ses légions se transportent par bateau à Nimègue et rejoignent la mer du Nord. Les Frisons et les Chauques sont forcés de se soumettre. 
L'année suivante, Drusus attaque de nouveau à l'est du Rhin. Il traverse le pays des Sicambres, progresse le long de la Lippe et rencontre les Chérusques. Il aurait traversé le Weser, fleuve de Basse-Saxe, si les augures avaient été meilleurs. À son retour, il fonde une forteresse entre l'Elison et la Lippe près de la ville allemande d'Oberaden.
Cette forteresse (datée par dendrochronologie de l'automne -11) est utilisée par trois légions comme quartiers d'hiver. Une forteresse similaire est construite près de Rödgen, 190 km au sud. Les quatre camps de type augustéens de Oberaden Haltern, Beckinghausen (de) ou Rödgen, implantés en Allemagne lors de la tentative de conquête de la Germanie libre présentent les mêmes caractéristiques,.
Le De originine et situ Germaniæ que Tacite rédige vers 98 apr. J.-C. décrit ce pays de forêts et de marécages, habité de populations diverses et belliqueuses. Certaines tribus sont placées de fait sous l'autorité de Rome dès le Ier siècle de notre ère. Il en est ainsi des Frisons, des Bataves et des Trévires à l'ouest du Rhin, séparés de leurs frères germaniques : les Sicambres, les Bructères et les Chattes. Ces tribus, renforcées à l'arrière par les Chérusques, menacent la sécurité de l'Empire, dont Auguste désire repousser la frontière jusqu'à l'Elbe.

Les peuples germains face aux Germanies inférieure et supérieure (IIIe siècle).

#### Campagnes de Tibère
Ne parvenant pas à contrôler par voie de mer les rives germaniques de la mer du Nord, Auguste tente en vain d'occuper le territoire convoité : l'expédition menée par Tibère en 4 apr. J.-C. traverse le territoire des Chattes et des Bructères sans les soumettre.

### Le tournant de la défaite de Teutoburg et ses suites

#### Varus gouverneur de Germanie
En 7 apr. J.-C., Publius Quinctilius Varus est nommé gouverneur de Germanie (ce qui marque la création d'une nouvelle province, séparée de la Belgique) avec pour mission le maintien de la paix et la mise en place de l'administration fiscale et judiciaire
L'action convergente menée contre Marobod, le roi des Marcomans, établis en Bohême vers 9 av. J.-C., échoue du fait de la révolte de l'Illyricum.[réf. nécessaire]

#### Le désastre de Teutoburg
Un des lieutenants de Varus est un Germain supposé romanisé, Arminius (Herrmann), un prince chérusque. Commandant des auxiliaires germains de Varus, il organise un piège. Une révolte ayant éclaté à l'ouest du Rhin, Varus engage deux légions. Mais Arminius fait défection avec ses troupes et se joint aux révoltés. Les légions de Varus sont anéanties dans la forêt de Teutoburg.
Les trois aigles emblématiques des légions, Legio XVII, Legio XVIII et Legio XIX sont prises. Numonius Vala tente de s'enfuir à la tête de la cavalerie mais en vain, Ceionius se rendit, Lucius Eggius, préfet du camp romain, mourut à la tête de ses troupes. Varus, déshonoré par cette défaite lamentable, se suicide avec son épée, conformément aux règles s'appliquant aux vaincus s'ils ne veulent pas être châtiés par l'empereur.
Tous les camps romains de la rive droite du Rhin sont pris par les Germains, à l'exception d'Aliso qui résista jusqu'à une sortie des survivants vers Castra Vetera (Xanten) sur le Rhin.
La tête de Varus est envoyée aux Marcomans par les Chérusques pour les entraîner dans le soulèvement. Ceux-ci refusent et expédient la tête de Varus à Rome. 
Suétone écrira : « À ce qu’on raconte, enfin, Auguste fut tellement abattu par ce désastre, que plusieurs mois de suite il ne se coupa plus la barbe ni les cheveux, et qu'il lui arrivait de se frapper de temps en temps la tête contre la porte, avec ce cri : « Quintilius Varus, rends-moi mes légions ! » Ce fut le coup d'arrêt à l'expansion romaine en Grande Germanie (Germania Magna) durant son règne ; plusieurs siècles plus tard, l'armée romaine n'avait toujours pas reconstitué les légions XVII, XVIII et XIX.

#### Contre-offensives romaines
Auguste manifestement choqué comme le suggère Suétone fait alors renforcer par Tibère, durant les années 10 à 14 apr. J.-C., la frontière du Rhin.
Tibère, devenu empereur, craignant la réputation d'invincibilité d'Arminius, ordonne des représailles et confie à Germanicus durant les années de 14 à 16, huit légions soutenues par une flotte d'un millier de navires.
À la suite des mutineries des légions du Rhin, au retour d'un raid de représailles contre les Marses, Germanicus et ses 4 légions sont attaquées dans la vallée de la Lippe par une coalition de Bructères et d'Usipètes qui est repoussée.

##### Bataille des Longs-Ponts (15)
Germanicus visite Teutoburg, capture Thusnelda, épouse d'Arminius, et récupère deux des trois aigles emblématiques. Puis pendant son retour en 15 de sa campagne contre les Bructères et les Chérusques, les 4 légions du général Cæcina sont attaquées aux Pontes Longi par les Chérusques d'Arminius, qui sont mis en fuite mais qui infligent des pertes aux Romains. Selon Tacite, ce Pons Longus, route en madriers confectionnée pour traverser les marécages, avait été construit par Ahenobarbus en l'an 2 av. J.-C. au sein du pays des Chérusques.

##### Bataille de la Weser
En 16, c'est la bataille de Campus Idistaviso (ou bataille de la Weser) près de Bückeburg,, Germanicus sort vainqueur d'une bataille rangée à proximité de la Weser à Idistaviso (en) contre Arminius, qui sera blessé, et lui inflige de lourdes pertes.

##### Bataille du mur des Agrivariens
La seconde bataille entre Germanicus et Arminius en 16, la bataille d'Angrivarierwall (de) — ou mur angrivarien —, se situe à proximité d'une fortification et d'un fleuve séparant les Ampsivariens (ou Angrivariens) des Chérusques. Les Germains subissent de lourdes pertes mais les Romains ont un retour difficile par la voie fluviale et par la mer du Nord.
Tibère rappelle Germanicus en 17 et renonce à occuper la rive droite du Rhin à l'exception du pays de Cananefates, des Frisons et des Chauques dans le delta du Rhin et d'une tête de pont en face de Mongotiacum, l'actuelle Mayence. Il entreprend alors de réorganiser la frontière du Rhin.

### La Germanie de Tibère à Domitien

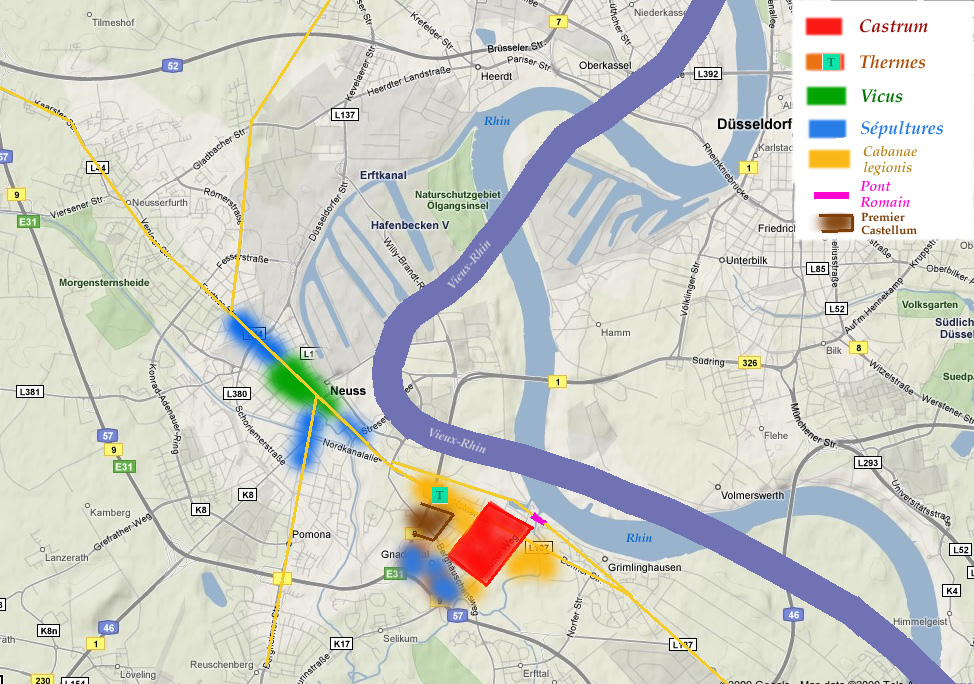
Topographie de Novæsium, castrum et vicus sur les limes du Rhin, aujourd'hui Neuss.

#### Fin de l'idée de conquête de toute la Germanie
Auguste, renonçant à l'unité de commandement de l'armée romaine qui défend la frontière, confie aux deux légats de Germanie inférieure et de Germanie supérieure le district militaire de la province de Belgique. La frontière du Rhin, qui est renforcée de nombreux ouvrages fortifiés édifiés à Remagen, à Sinzig, à Vindonissa, aujourd'hui Windisch, etc. n'est menacée qu'en 28 apr. J.-C. par une brève révolte des Frisons. Parallèlement, l'élimination de Marobod par son rival Catualda (en) en 18 apr. J.-C. permet à Tibère de faire accepter le protectorat de Rome aux Marcomans de Bohême.
En 37 apr. J.-C., Lucius Pomponius bat les Chattes et délivre des légionnaires prisonniers depuis la bataille de Teutobourg et en 41, la troisième aigle emblématique est récupérée par Publius Gabinius (la) chez les Chauques.
De 41 à 54, dans la crainte d'un réveil de la Germanie, Claude fait construire de nombreux castella implantés au-delà du Rhin et du Danube.

#### Règne de Vitellius
En 68, après la chute de Néron, Vitellius est nommé, à la surprise générale, commandant des légions de Germanie inférieure par Galba. Il réussit à se faire apprécier par ses subalternes et ses soldats, pour son indulgence, sa prodigalité et sa démagogie. À la mort de Galba, assassiné par Othon, il est proclamé « empereur des armées de Germanie inférieure et supérieure » par ses légions le 2 janvier 69 à Colonia Claudia Ara Agrippinensium, aujourd'hui Cologne au même moment qu'Othon à Rome.

#### Révolte des Bataves

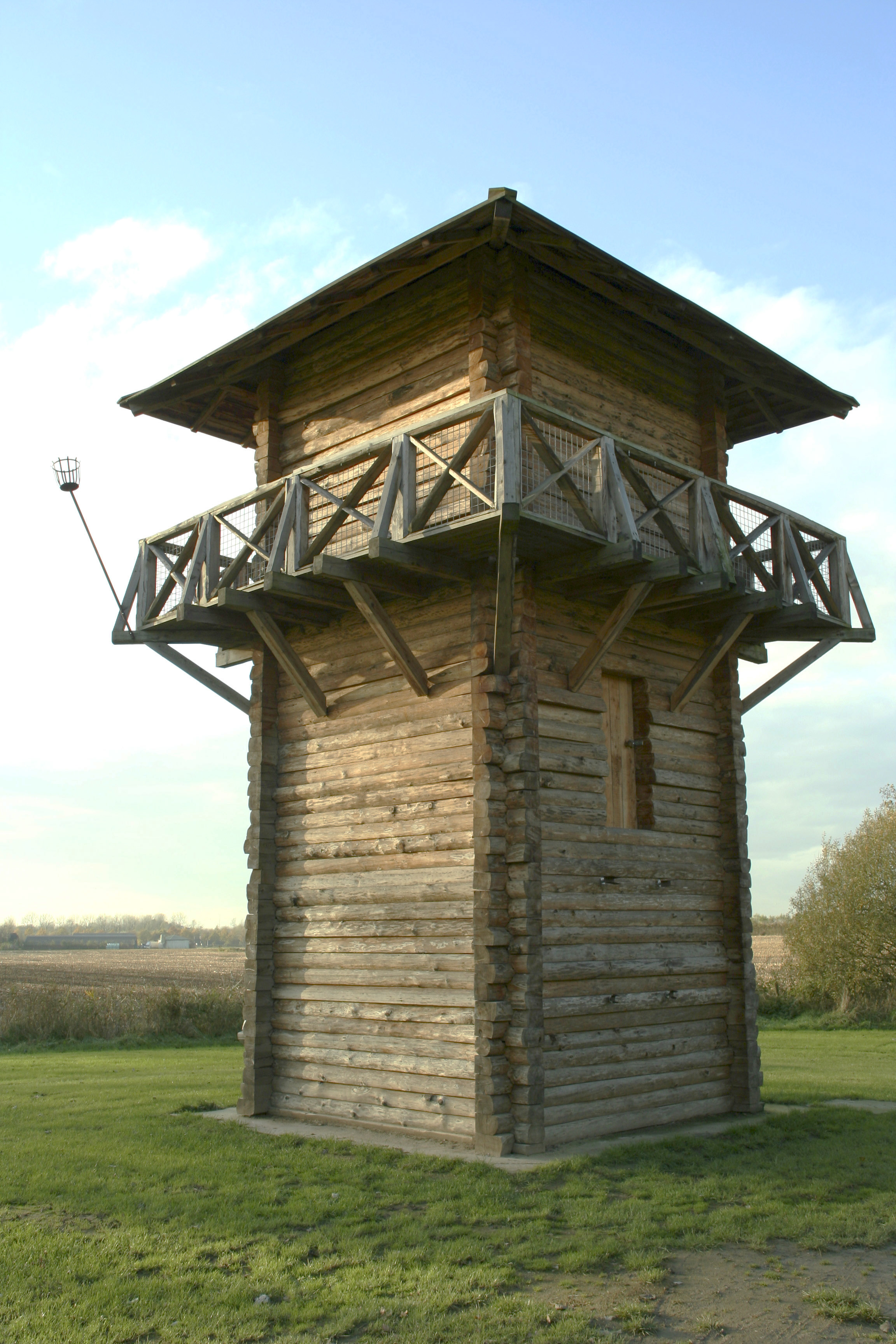
Reconstitution d'une tour de guet du limes près de Vechten sur le Vieux Rhin.

La révolte des Bataves débute en septembre 69 apr. J.-C. par le siège de Castra Vetera proche de l'actuelle ville de Xanten défendu par la Legio V Alaudæ et par la Legio XV Primigenia. À la suite du suicide de Néron et de la guerre civile, les cohortes d'auxiliaires germains, les Bataves suivis des Cananefates se rebellent, commandés par Julius Civilis leur prince héréditaire, par ailleurs officier romain. Après la reddition de Castra Vetera en 70 apr. J.-C., les 2 légions sont anéanties par les Bataves. Il faudra une armée de 8 légions pour vaincre la rébellion et détruire l'Oppidum Batavorum, où se situe aujourd'hui la ville de Nimègue. Par ailleurs, suspectée d'infidélité, la Legio I Germanica sera démantelée et la Legio XVI Gallica sera modifiée.

#### Renforcement dulimes

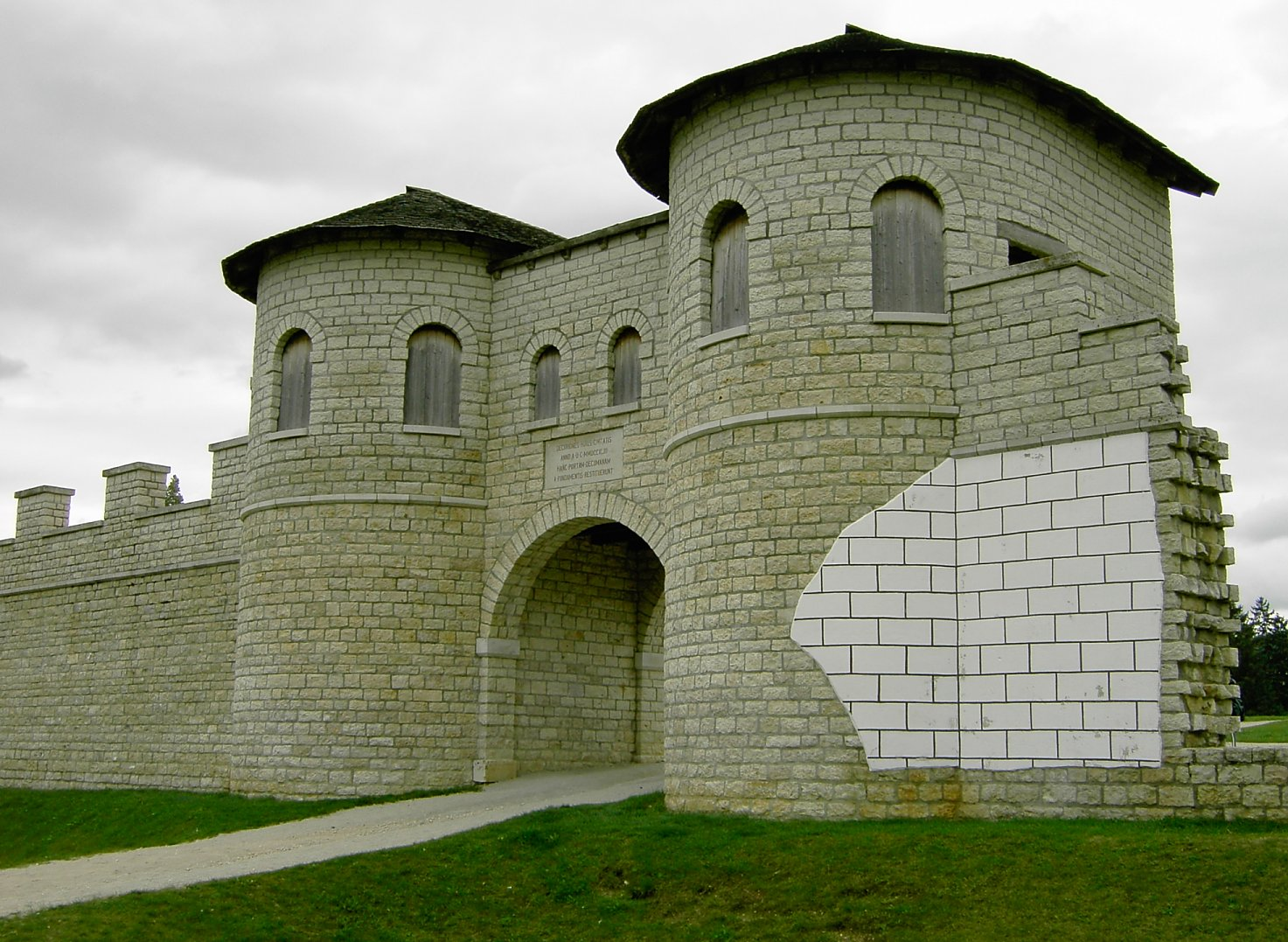
Reconstitution de la tour nord du castellum Biriciana à Weißenburg, sur le limes de Bavière.

Poursuivant l'œuvre de Claude, les Flaviens repoussent progressivement la frontière vers le nord-est et entreprennent la construction, entre Confluentes, aujourd'hui Coblence, et Castra Regina, aujourd'hui Ratisbonne, d'un limes puissamment fortifié, qu'Antonin le Pieux déplace légèrement vers l'est au IIe siècle dans la partie centrale entre le Main et la Rems.

#### Transformation des deux districts en provinces
Vers 83-84, l'empereur Domitien fait des districts militaires des provinces autonomes, impériales.
C'est de Cologne que Trajan, en janvier 98 apr. J.-C., alors gouverneur de Germanie supérieure, apprend la mort de son père adoptif Nerva et devient son successeur. La nouvelle lui est apportée par le jeune Hadrien. Il va y accomplir ses premiers actes de gouvernement : il ordonne que les cendres de Nerva soient déposées au mausolée d'Auguste — ce sera le dernier empereur à y être déposé — et qu'il soit déifié. Il reste sur le Rhin, confie l'administration au Sénat, puis passe sur le Danube pour y préparer la campagne de Dacie. Trajan fit aussi déduire une colonie romaine à proximité du camp de Xanten, Colonia Ulpia Traiana.
La politique de Rome va dès lors, à l’égard des peuples au-delà du Rhin, devenir défensive : il était seulement nécessaire de les éloigner des frontières. Ce but fut atteint par Domitien, Trajan compléta son œuvre et jusqu’au règne de Caracalla il n’y a quasiment plus de guerres à signaler contre les peuples d'au-delà des frontières pendant plus d'un siècle. La Germanie inférieure dispose alors de quatre légions pour la défendre, soit près de 30 000 hommes.

### La Germanie romaine auIIesiècle

#### Cologne, siège des légats
Les chefs-lieux respectifs des deux provinces, Colonia Claudia Ara Agrippinensium ou CCAA, aujourd'hui Cologne et Mogontiacum, aujourd'hui Mayence, servent de résidence aux légats consulaires qui les gouvernent et en assurent la défense, articulée autour des grands camps de légionnaires établis par Trajan, Bonn, Mayence et Argentoratum, aujourd'hui Strasbourg, aux portes desquels se multiplient les canabæ peuplées de marchands, de femmes et de leurs enfants illégitimes, les ex castris.

#### Sous la protection dulimes

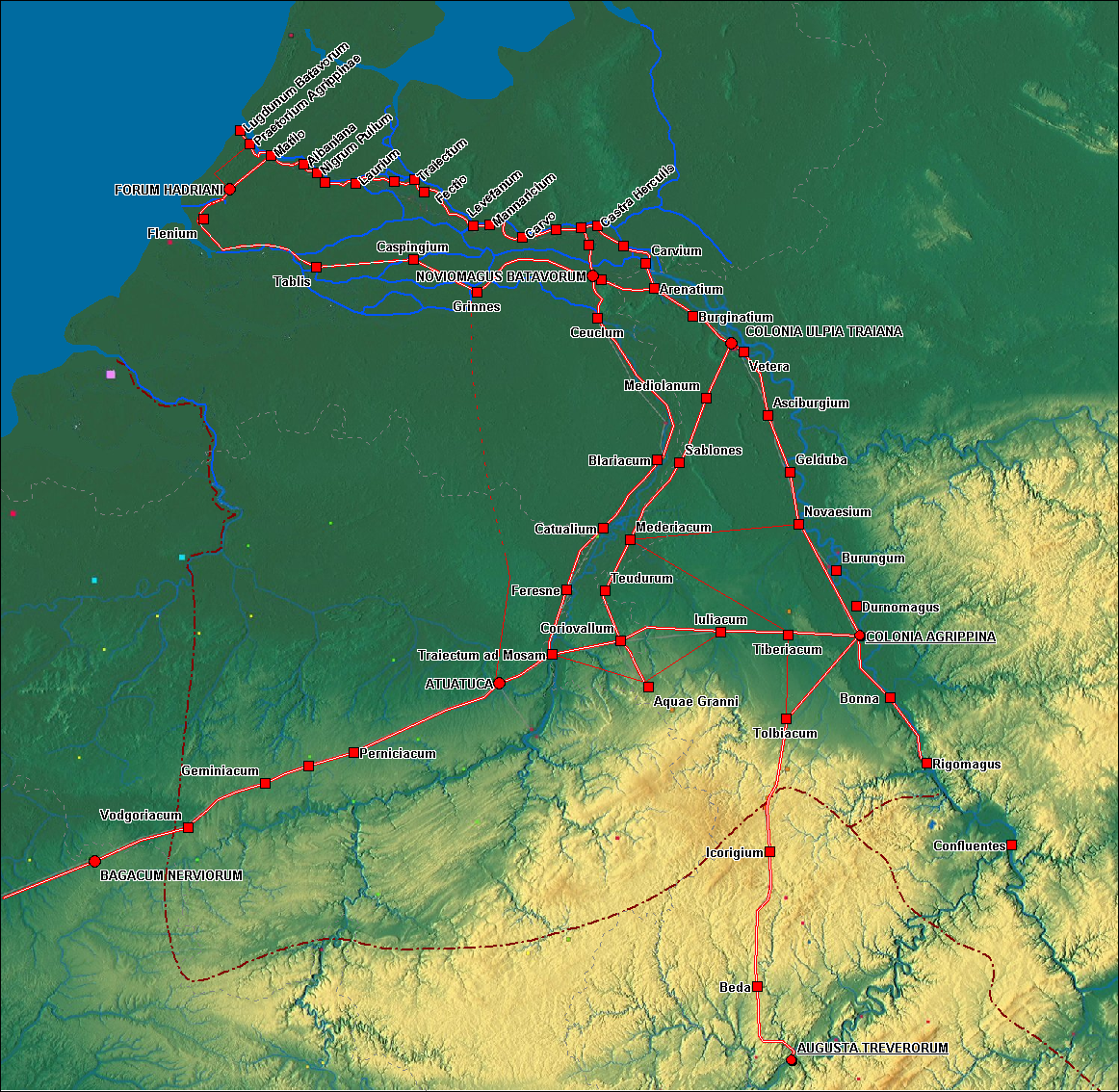
Limes de Germanie inférieure, certaines connexions sont des hypothèses, ou n'ont été que provisoires.

Constitué de plus de soixante places fortifiées, espacées de 7 à 10 kilomètres et de plus de neuf cents tours de guet le limes rhénan va longtemps mettre la Germanie inférieure, la Germanie supérieure et la Rhétie à l'abri des pillages et des raids des peuples germains.

#### Essor de l'artisanat et de l'industrie
L'une des régions les plus peuplées de l'Empire devient l'objet d'une intense mise en valeur agricole : les Ubiens défrichent la plaine du lœss entre Meuse et Rhin, la vigne est introduite en Moselle et l'industrie du zinc se développe à Stolberg-Gressenich, près d'Aix-la-Chapelle, probablement par la via Mansuerisca. La poterie sigillée se développe près de Coblence et de Mayence et des manufactures de légionnaires près de Xanten et de Neuss. La briqueterie se développe près de Rheinzabern et Heiligenberg. La fabrique des lampes s'installe près de Mayence. L'industrie du laiton, transférée vers 80 de Capoue dans la région de Liège et d'Aix-la-Chapelle. La verrerie est accueillie à Cologne et enfin Trèves devient un centre célèbre du foulage et de la teinture.

#### Cologne, port du Rhin
Les principales bénéficiaires de cette expansion sont les villes rhénanes, notamment Strasbourg et Cologne. Bien équipées, — manufactures, docks, entrepôts — elles assurent la redistribution locale des denrées alimentaires importées massivement du reste de l'Empire — céréales, vin, huile et conserves — ainsi que l'exportation de leur propre production à travers toute la Germanie en échange de l'ambre, des esclaves et des fourrures des pays baltes,.

#### Cologne noeud de voies romaines
Un tel trafic est facilité par la densité des voies de communications romaines d'intérêt militaire : les rocades parallèles aux limes du Rhin, de la côte (Leyde) à Maastricht par la vallée de la Meuse et de Nimègue à Cologne et Mayence jusqu'au Danube ainsi que les liaisons avec l'arrière-pays : la chaussée de Bavay à Cologne. Par les fleuves enfin, desservis par la flotte du Rhin (Classis Germanica), dont l'action économique se trouve prolongée par le commerce des produits pondéreux en provenance ou à destination des pays de la mer du Nord, voire de la Baltique, par un cabotage qui atteint la Norvège et remonte l'Ems, le Weser et l'Elbe.

### AuIIIesiècle

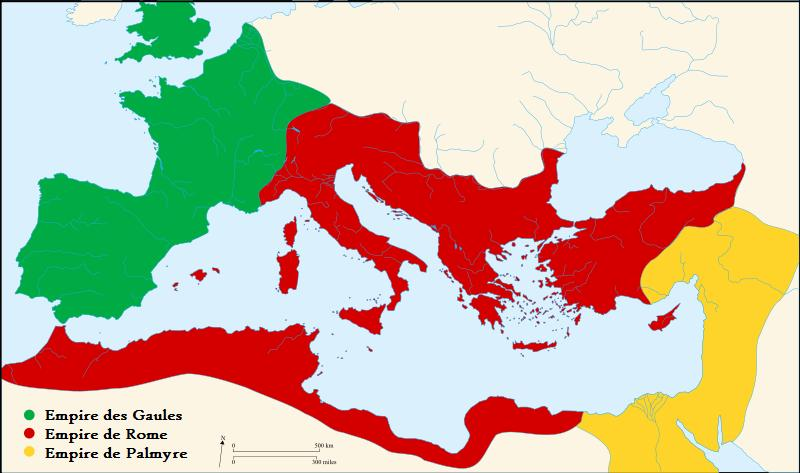
Carte de l'Empire romain vers l'an 271 apr. J.-C., avec la rupture avec l'empire des Gaules à l'ouest et de l'empire de Palmyre à l'est.

Les détails des incursions des Germains sont peu connus mais on sait qu'elles vont suivre les grands axes routiers. Elles vont manifestement épargner les Ardennes et l'Eifel. On sait seulement qu'elles se succèdent à partir de 253, date d'un des premiers raids des Francs dans le Nord de la Gaule. Les Saxons eux aussi sévissent le long de la côte.

#### Cologne, capitale éphémère
L'empereur Valérien capturé par les Perses sassanides, son fils Gallien aura de grandes difficultés à défendre l'Empire.
Face à une double attaque des Alamans en Rhétie, l'empereur Gallien confie à un général originaire du peuple des Bataves — Postume — le poste de gouverneur de la Germanie inférieure envahie par les Francs. La Germanie supérieure est confiée au fils de Gallien, Saloninus conseillé par le général Silvanus.
Postume va battre facilement les Francs et, dans l'enthousiasme, se fait proclamer empereur vers 260, s'empare de Cologne, exécute Saloninus et le général Silvanus, et fera commémorer cet exploit par un arc de triomphe. La Gaule — sauf la Gaule narbonnaise qui restera fidèle à Gallien —, la Bretagne et l'Espagne vont le reconnaître comme empereur.

#### L'éphémère Empire des Gaules
Gallien qui trop occupé par les Alamans et un autre usurpateur ne réagit pas ; Postume va former l'imperium galliarum, un Empire des Gaules avec un sénat, deux consuls et une garde prétorienne et bat monnaie comme l'Empire.
Vers la fin de 268, un preases provinciæ, gouverneur de Germanie supérieure, Lélien, va lui aussi se proclamer empereur. Postume va marcher sur Mogontiacum, aujourd'hui Mayence, le tue mais se fait occire lorsqu'il veut empêcher le sac de la ville par ses troupes.
En 269, son successeur — Marcus Aurelius Marius — prenant le nom de deux illustres prédécesseurs, Marc Aurèle et Caius Marius, ne va régner quelques mois, comme l'attestent les quelques pièces frappées à son effigie.
Victorin, qui a été consul avec Postume, lui succède et s'en va assiéger Augustodunum Hæduorum (en) maintenant Autun, capitale de la civitas des Éduens — qui voulait rejoindre l'empire de Gallien — pendant sept mois, avant de la piller. Il se fait assassiner.

#### Trèves devient capitale
En 271, un preases provinciæ, gouverneur d'Aquitaine — Tetricus — avec l'aval de la Gaule et de la Bretagne est déclaré empereur près de Burdigala, aujourd'hui Bordeaux, et installe sa capitale à Augusta Treverorum, Trèves, et gouverne avec son fils Tetricus II le Jeune. Il doit, lui aussi faire face aux Germains, mais comme ses successeurs, ne fait rien pour agrandir l'Empire des Gaules mais rallie l'Aquitaine qui avait rejoint l'empire de Claude II le Gothique, successeur de Gallien, assassiné à Milan. Vers 273, il se retrouve face à un nouvel usurpateur — Faustinus (en) — alors gouverneur de la Gaule belgique.

#### Fin de l'Empire des Gaules
En 274, l'empereur Aurélien décide de mettre fin à une sécession de 15 ans. Tetricus et son fils se rallient à Aurélien lors de la bataille qui opposa Aurélien aux légions du Rhin et de Bretagne près de Châlons-sur-Marne à la bataille des champs Catalauniques. Il semble que Tetricus, après avoir été exhibé lors du triomphe d'Aurélien, ait pu finir ses jours comme corrector Lucaniæ et Bruttiorum, gouverneur civil de Lucanie et du Bruttium.
Aurélien ferme l’atelier monétaire de Trèves et le transfère à Lugdunum.
Les Francs font une nouvelle invasion en 275, s'emparent de Tongres et détruisent une soixantaine de vicus.
En 294 et 295, Galère repousse les Goths.
Une dernière réforme territoriale touche la Germanie inférieure. Elle date, comme pour le reste de l'Empire, de 297. Elle est connue grâce à la notitia dignitatum, inventaire de l'administration du Bas-Empire : les contours généraux qui avaient été fixés par Agrippa, l'administrateur d'Auguste, vont être précisés par Dioclétien.
En 298, Constance Chlore est vainqueur d'importantes bandes d'Alamans qui avaient traversé le Rhin, pillaient l'est de la Gaule et avaient mis le siège devant Andematunum — aujourd'hui Langres.

### AuIVesiècle

#### Renforcement du dispositif défensif
Le dispositif défensif de la capitale, où les incursions germaniques sont de plus en plus fréquentes, est renforcé par Constantin le Grand vers 315 par l’érection d’un pont protégé par un fortin, le castellum Divitia (en), aujourd'hui Deutz sur la rive droite du Rhin. Le pont tiendra plus d'une centaine d'années. Nimègue et Valkenburg sont renforcés de même. Les ponts de Maastricht et de Cuijk sont rétablis pour faciliter les manœuvres de la cavalerie. Xanten et Tongres reçoivent de nouvelles enceintes, plus petites mais plus faciles à défendre, la population vivant hors-murs. Aux bouches du Rhin, un grand port est construit : Brittenburg, aujourd'hui impossible à identifier, bien que décrite aux XVIe et XVIIe siècles. Il est possible que l'érosion des marées l'ait définitivement effacé, entrant dans la légende…
Ce dispositif se révèle efficace car, à part une invasion des Francs, devenus un peuple important en 355 et défaits par Julien, la prospérité s'installe.

#### Implantation du christianisme
L’implantation du christianisme remonte au début du IVe siècle. Le premier évêque de la capitale, Materne de Cologne, possède une église à proximité du temple de Mercure-Auguste. À la fin du même siècle, les développements du centre épiscopal détruisent le temple.
À Tongres, Servais va s'installer pour mourir à Maastricht en 384.

### L'époque des invasions germaniques

#### Les Francs installés comme fédérés en Germanie inférieure
Les Francs, qui avaient envahi et pillé Cologne vers 355 mais qui avaient été vaincus, vont s'installer comme paysans dans les plaines du Rhin et de la Meuse, au-dessus de la chaussée romaine de Cologne à Tongres avec l'aval des Romains.
En 396, le préfet du prétoire des Gaules quitte Trèves pour Arles et la cour impériale deu César s'installe à Milan, où réside déjà l'Auguste (en 402, c'est Ravenne qui devient résidence impériale).

#### L'offensive germanique de 406 (Vandales et Suèves) et le royaume wisigoth de Toulouse (418)
La grande invasion des Germains coalisés (Vandales, Suèves) a lieu le 31 décembre 406 à travers le Rhin gelé et atteignant Tournai. 
Les Francs, alliés aux Romains, restent fidèles et repoussent les Vandales, mais se font battre à leur tour par les Alains. Les Vandales partent plus au sud, atteignant finalement Carthage (actuelle Tunisie) et les Suèves jusqu'à Santarém (actuel Portugal).
En 418, dans le sud de la Gaule, les Wisigoths, qui ont fait le sac de Rome en 410, sont installés comme fédérés en Aquitaine où ils fondent le royaume de Toulouse. Vers 440, les Burgondes quittent la région de Worms et créent le royaume des Burgondes autour de Genève, puis de Lyon. Entre les Wisigoths, les Burgondes et les Francs subsiste un domaine romain sous la direction du général Aetius, magister militum (commandant en chef) des Gaules à partir de 433.  

#### Débuts du royaume franc
Les rois francs prennent le contrôle de plusieurs villes : Krefeld, Deutz et Nimègue et annexent des territoires tout en se considérant toujours comme alliés de Rome (les aristocrates francs sont généralement citoyens romains).
En 451, l'armée d'Attila, formée de Huns et d'Ostrogoths, est vaincue aux Champs Catalauniques par l'armée d'Aetius et du roi wisigoth Théodoric Ier. L'assassinat d'Aetius par Valentinien III (454) suivi de l'assassinat de Valentinien (455) ouvre une crise de succession, qui fait du Germain Ricimer l'homme fort de Ravenne.
En 456, le successeur d'Aetius, Ægidius, est chargé par l'empereur Majorien de rétablir l’ordre en Gaule, mais il est forcé de reconnaître que la ville de Cologne est devenue franque. La mort de Majorien, assassiné par le Ricimer (d'origine germanique) met Aegidius, puis son fils Syagrius, dans le camp opposé aux empereurs de Ravenne. Dès lors, tant les Wisigoths que les Francs peuvent agir contre lui en tant qu'alliés de l'empereur légitime (bien que fantoche de Ricimer). 
Vers 463, le roi franc Childéric Ier se déclare gouverneur de Germanie seconde et prend Tournai comme capitale, tandis que Cambrai devient la capitale d'un autre gouverneur franc[réf. nécessaire].

### Les Francs de la Germanie inférieure à la conquête de la Gaule (482-534)
Le dernier empereur romain d'Occident, Romulus Augustule est déposé en 476 par le patrice Odoacre, qui prend le contrôle de l'Italie, sous couvert de l'empereur d'Orient.
Les rois francs ont désormais le champ libre au départ de la Germanie inférieure. Clovis, fils de Childéric Ier regroupe sous son autorités les royaumes de Cambrai, Tournai, Trèves. Roi des Francs en 481, il bat Syagrius en 486 à Soissons, où il installe sa capitale, transformant le domaine romain de Syagrius en royaume de Soissons, qui s'étend jusqu'à la Loire. Baptisé à Reims en 496, il bénéficie dès lors de l'appui de l'aristocratie gallo-romaine, maitre des fonctions d'évêques en Gaule. En 507, Clovis bat les Wisigoths à Vouillé et s'empare de Toulouse.
En 534, les fils de Clovis conquièrent le royaume des Burgondes. La Gaule est presque entièrement devenue franque, sous la dynastie des Mérovingiens.

## Listes des gouverneurs de Germanie Inférieure
Source

### Règne d'Auguste
- Nero Claudius Drusus (-12/-9)
- Tiberius (-9/-8 et 4/6 et 9/11)
- Lucius Domitius Ahenobarbus (-4/-1)
- Marcus Vinicius (1-4)
- Publius Quintilius Varus (7-9)
- Germanicus (12-14)

### Règne deTibèreet deCaligula
- Aulus Caecina Severus (14-16)
- Caius Silius (21)
- Caius Visellius Varro (21)
- Lucius Apronius (28-34)
- Aulus Gabinius Secundus (40-41)

### Règne deClaude
- Quintus Sanquinius Maximus (46-47)
- Cnaeus Domitius Corbulo (47-51)[31]

### Règne deNéronet année des 4 empereurs
- Pompeius Paullinus (54-58)
- Lucius Duvius Avitus (58-60)
- Aulus Sulpicius Scribonius Rufus (63-67)
- Fonteius Capito (67- 68)
- Aulus Vitellius (69)

### Règne deVespasienet deTitus
- Quintus Petillius Cerialis (70-71)
- Aulus Marius Celsus (71-73)
- Lucius Acilius Strabo (73-78)
- Caius Rutilius Gallicus (78)
- Decimus Iunius Novius Priscus (78-80/81)
- Sextus Iulius Frontinus (81-83)

### Règne deDomitien
- Aulus Bucius Lappius Maximus (87-89)
- Marcus Ulpius Traianus (91-97)

### Règne deNervaet deTrajan
- Lucius Licinius Sura (97-98)
- Lucius Neratius Priscus (98-99)
- Quintus Acutius Nerva (101-102)

### Règne d'Hadrien
- Aulus Platorius Nepos Manilianus  Caius Licinius Pollio (117-119)
- Lucius Coelius Rufus (127)
- Gnanius (Fabianus) Grattius Geminius (vers 130)
- Quintus Lollius Urbicus (135-139)

### Règne d'Antonin le Pieux
- Caius Iulius Severus (142-150)
- Lucius Octavius Cornelius Salvius Iulianus Aemilianus (151-152)
- Cnaeus Iulius Verus (152-158)
- Tiberius Claudius Iulianus (158-160)

### Règne deMarc-Aurèleet deCommode
- Caius Septimius Severus (161)
- Quintus Antistius Adventus (170)
- Marcus Didius Iulianus (180-185)
- Caius Allius Fuscus (vers 189-192)

### Guerres civiles et règne deSeptime Sévère
- Virius Lupus (193-197)
- Caius Valerius Pudens (197)
- Novius Priscus (199)
- Marius Maximus Perpeteus Aurelianus (201-204)[32]
- Quintus Venidius Rufus (205)
- Cnaeus Fulvius Maximus Centumalus (206-210)

### Règne deCaracalla
- Lucius Lucceius Martinus (211-212)
- Marcius Claudius Agrippa (212)
- Marcus Valerius Senecio (216)

### Règne deSévère Alexandre
- Flavius Aper Commodianus (222)
- Clodius Aurelius Saturninus (230-231)
- Flavius Janus (231)
- Quintus Messius Quintus Decius (vers 232-235)
- Caius Furius Sabinus Aquila Timesitheus (233-238)

### Crises du troisième siècle
- Lucius Domitius Gallicanus Papinianius (238-vers 241)
- Quintus Tarquinius Catulus (vers 250)
- Marcus Cassianus Postumus (259-260)

### Industrie et artisanat

#### Céramique
- Terra sigillata
- La terre sigillée arrétine
- Ateliers et maîtres potiers
- Sites
- Céramique locale et poteries communes
- Les vases à visages ou « planétaires »
- Lampes
- Terres cuites
- Tuiles et briques

### Voies romaines

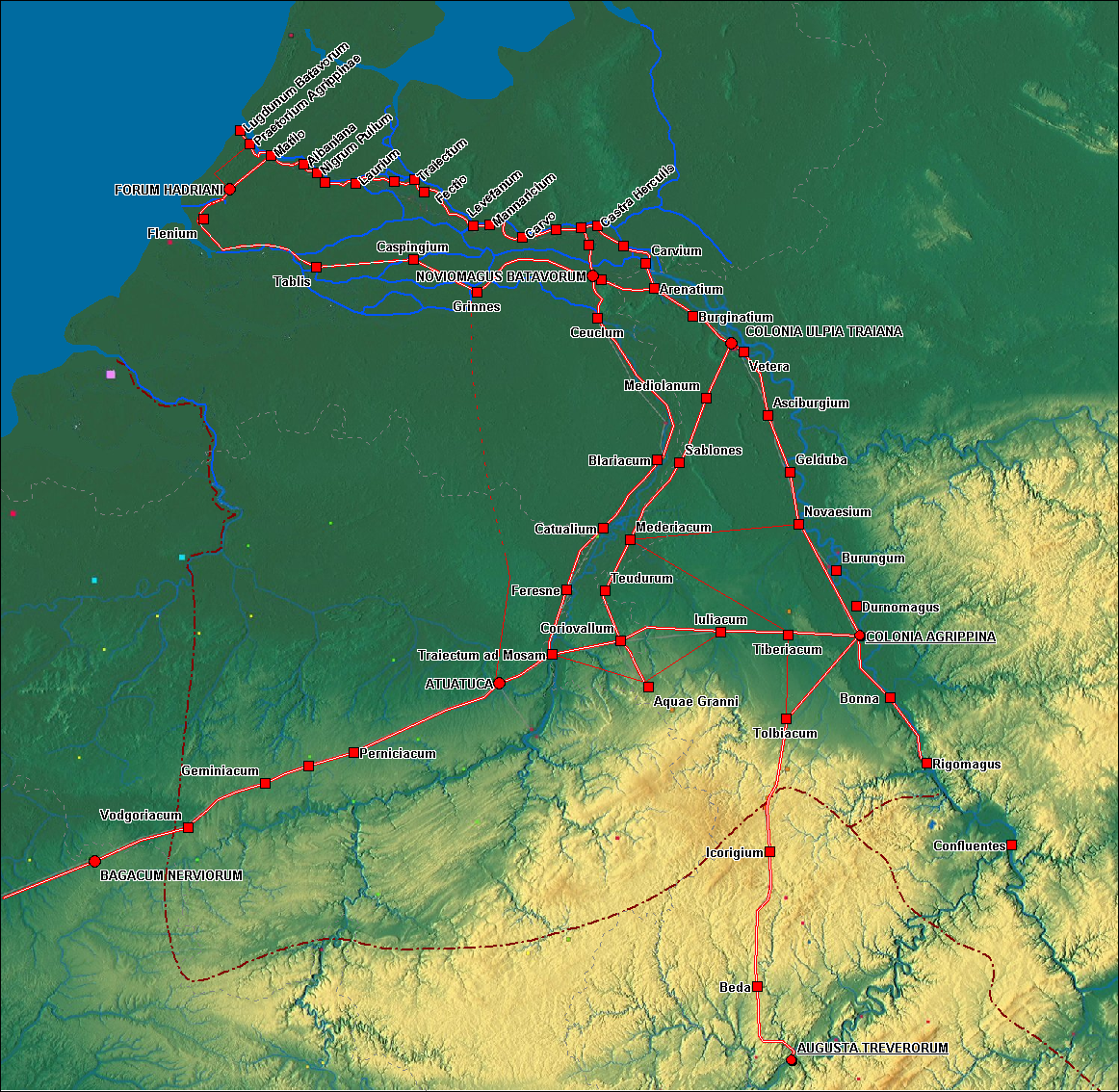
Les chaussées.

- La voie romaine de Cologne à Nimègues.
- La chaussée romaine de Tongres à Nimègue.
- La chaussée romaine de Nimègue à Leyde.
- La chaussée romaine De Cologne à Mayence.
- La chaussée romaine de Cassel à Tongres.
- La voie romaine de Reims à Trèves.
- La chaussée romaine d'Aix-la-Chapelle à Xanten.
- La chaussée romaine de Tongres à Herstal.
- La chaussée romaine de Tongres à Tirlemont

### Légions de Germanie inférieure
L'armée de Basse-Germanie, connue par des inscriptions de ce type : EX GER INF (Exercitus Germaniæ Inferioris, « armée de Germanie inférieure »), a eu plusieurs légions à son service. Parmi celles-ci, les légions I Minervia et XXX Victrix (à partir de Trajan) ont de manière permanente leur garnison en Germanie inférieure et sont, à partir des années 130 les seules légions de la province.
Domitien disposait des légions suivantes :
- La X Gemina. Elle avait été appelée d’Espagne en Germanie inférieure contre Civilis[33] et, au commencement du règne de Trajan, elle s’y trouvait encore. On a découvert à Noviomagus — aujourd'hui Nimègue — de nombreux monuments et briques attestant que son camp permanent était en cet endroit[34].
- La VI Victrix. Comme la précédente, elle fut appelée en Germanie inférieure contre Civilis[35]. Elle s’y trouvait au début du règne de Trajan[36], et elle y resta jusqu’à l’époque d’Hadrien. Son camp sous les Flaviens semble avoir été à Novæsium aujourd'hui Neuss.
- La XXI Rapax. Après la mort de Néron, elle était à Vindonissa en Germanie supérieure[37]. Elle fut aussi envoyée contre Civilis[38]. C’est à partir de cette époque que se place son second séjour en Germanie inférieure[39]. Son camp était à Bonn[34].
- À ces trois légions, il convient probablement d’ajouter la XXII Primigenia. Elle a fait partie de l’armée de la Germanie inférieure, où elle a laissé de nombreuses traces de son séjour. On sait qu’elle y était entre 70 et les années 90 car en 97 elle se trouvait en Germanie supérieure. Elle reçut les surnoms de Pia Fidelis, probablement en 89, en même temps que la VI Victrix et la X Gemina qui faisaient certainement partie à cette époque de l’armée de Germanie inférieure. Sur deux briques trouvées sur le territoire de la Germanie inférieure, en Hollande, elle est qualifiée de leg(io) XXII Pr(imigenia) P(ia) F(idetis) D ou Do[note 8]. Son camp était vraisemblablement à Noviomagus, aujourd’hui Nimègue.

C'est en Germanie inférieure qu'est attestée pour la dernière fois la légion IX Hispana vers 130.

### Marine
La flotte romaine de Germanie (Classis Germanica), chargée de patrouiller sur le Rhin et en mer du Nord, est d'abord basée à Castra Vetera, plus tard à Cologne.